# Lucjan Giżyński

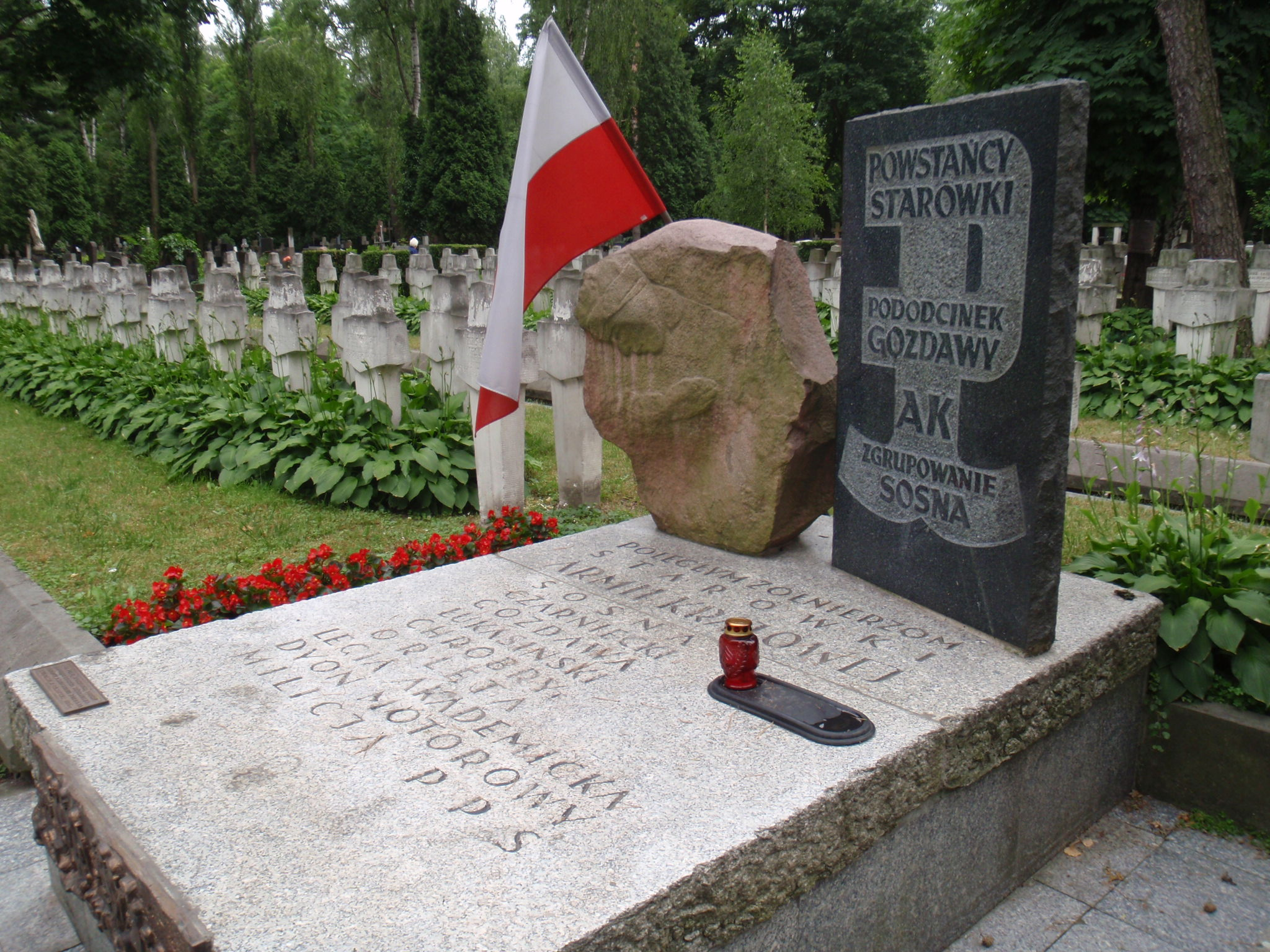
Grób Lucjana Giżyńskiego na Cmentarzu Wojskowym na Powązkach w Warszawie a przy tym pomnik batalionu Gozdawa

Lucjan Zygmunt Giżyński ps. „Gozdawa”, „Zamarstynowski” (ur. 20 maja 1909 w Śródborzu, zm. 5 lipca 1946 w Ramli w Brytyjskiej Palestynie) – kapitan piechoty Wojska Polskiego, dowódca batalionu im. Czarnieckiego znanego jako batalion „Gozdawa” w czasie powstania warszawskiego.

## Życiorys
Lucjan Zygmunt Giżyński urodził się 20 maja 1909 w Śródborzu, w powiecie płońskim, w rodzinie Józefa i Józefy z Gierzyńskich. Jego bratem był sędzia i powojenny prezydent Płocka Alfred Giżyński. Ukończył gimnazjum w Warszawie i w 1930 zdał maturę .
Od 15 października 1930 do 14 października 1931 był „szeregowym-uczniem” kursu unitarnego w Szkole Podchorążych Piechoty w Komorowie-Ostrowi Mazowieckiej, a w latach 1931–1933 słuchaczem Szkoły Podchorążych Piechoty. 5 sierpnia 1933 Prezydent RP Ignacy Mościcki mianował go podporucznikiem ze starszeństwem z dniem 15 sierpnia 1933 i 230. lokatą w korpusie oficerów piechoty, a generał dywizji Kazimierz Fabrycy w zastępstwie Ministra Spraw Wojskowych przydzielił do 35 pułku piechoty w Brześciu nad Bugiem na stanowisko dowódcy plutonu. W 1936 został oddelegowany do Batalionu Stołecznego w Warszawie . Na stopień porucznika został mianowany ze starszeństwem z 19 marca 1937 i 65. lokatą w korpusie oficerów piechoty. W kwietniu 1937 wrócił do macierzystego pułku i został przeniesiony do Korpusu Ochrony Pogranicza. W marcu 1939 pełnił służbę w Batalionie KOP „Ludwikowo” na stanowisku dowódcy plutonu 2 kompanii granicznej. W kampanii wrześniowej był dowódcą 7 kompanii 96 pułku piechoty. Walczył w obronie Lwowa, a po kapitulacji przedostał się do Warszawy .
Po zaprzysiężeniu od kwietnia 1940 działał w konspiracyjnej organizacji „Komenda Obrońców Polski”, a następnie w organizacji „Miecz i Pług”. W konspiracji był między innymi wykładowcą w Szkołach Podchorążych występując pod pseudonimem „Zamarstynowski”. Po raz drugi zostaje zaprzysiężony w maju 1944 po wstąpieniu do Armii Krajowej. Od kapitana Lucjana Fajera ps. „Ognisty” przejął dowództwo batalionu im. Stefana Czarnieckiego (nazywanego początkowo Batalionem Praskim i Oddziałem Praskim), który w kwietniu 1944 został wcielony w skład Zgrupowania AK „Łukasiński”.
W pierwszych dniach powstania warszawskiego kpt. Lucjan Giżyński ps. „Gozdawa” był dowódcą batalionu im. Stefana Czarnieckiego, a od 3 sierpnia do 9 sierpnia kpt. „Gozdawa” został faktycznym dowódcą obrony całego Starego Miasta i podlegały mu niemal wszystkie oddziały w tym rejonie.
Od 7 sierpnia batalion „Gozdawa” wszedł w skład Zgrupowania „Kuba”-„Sosna”, broniąc rejonu Placu Zamkowego i Placu Teatralnego. Od 10 sierpnia 1944 kpt. „Gozdawa” był dowódcą tego pododcinka.
Został odznaczony Krzyżem Walecznych rozkazem nr 11 z dnia 21 sierpnia 1944 dowódcy Grupy „Północ” oraz Krzyżem Orderu Virtuti Militari kl. V rozkazem nr 13 z dnia 23 sierpnia 1944 dowódcy Grupy „Północ”. Order został zweryfikowany pozytywnie uchwałą Kapituły Orderu Wojennego Virtuti Militari z dnia 13 października 2011.
Po ewakuacji ze Starego Miasta do Śródmieścia-Północ, kpt. „Gozdawa” dowodził pododcinkiem zamkniętym ulicami: Świętokrzyską, Marszałkowską, Alejami Jerozolimskimi, Nowym Światem a batalion wobec ogromnych strat został przeformowany w kompanię. Linie obronne dowodzone przez kpt. „Gozdawę” nigdy nie zostały zdobyte przez nieprzyjaciela.
Po upadku powstania warszawskiego kpt. Lucjan Giżyński przebywał w Oflagu VII A w Murnau, a po uwolnieniu przez oddziały amerykańskie 29 kwietnia 1945 został wcielony do 13 Wileńskiego Batalionu Strzelców.
Ciężko chory leczył się w 5 Szpitalu Polskim w Kantarze (Egipt), a od lutego 1946 w British General Hospital nr 16 w Jerozolimie. Zmarł 5 lipca 1946 i został pochowany na cmentarzu wojskowym z okresu I i II wojny światowej (1914–1918 i 1939–1945) w Ramli (Grób posiada oznaczenie 7 H 19). Później ekshumowany i pochowany na Cmentarzu Wojskowym na Powązkach w Warszawie (kwatera B8-6-26).
Pośmiertnie kpt. „Gozdawa” – Lucjan Giżyński został awansowany do stopnia majora. W 1998 w Kościele Garnizonowym na ul. Długiej w Warszawie została wmurowana tablica upamiętniająca kpt. „Gozdawę”.
31 lipca 2013 w Muzeum Powstania Warszawskiego w Warszawie, w przeddzień 69. rocznicy powstania, Prezydent RP Bronisław Komorowski przekazał Krzyż Srebrny Orderu Wojennego Virtuti Militari rodzinie majora Lucjana Giżyńskiego.